# AEG J.I
Die AEG J.I ist ein militärischer Doppeldecker aus dem Ersten Weltkrieg, der von AEG 1916 als Flugzeug für die Schlachtflieger-Einheiten entwickelt wurde.

## Entwicklung und Einsatz
Im Jahr 1916 führten die deutschen Luftstreitkräfte Infanterie-Flieger-Einheiten ein, die man zunächst als Kampf-Staffeln, später als Schutz- und schließlich als Schlacht-Staffeln bezeichnete und an Frontschwerpunkten in Geschwaderstärke einsetzte. Nachdem sich die ersten Einheiten in der Schlacht um Verdun bewährt hatten, erhielten die Aufstellung solcher Staffeln und ihre Ausrüstung höchste Priorität. AEG konstruierte daraufhin im Schnellverfahren ihre J.I, die aber im Grunde nur als Überbrückung bis zur Entwicklung eines für diesen Zweck zugeschnittenen Flugzeugs dienen sollte.
Die J.I war im Wesentlichen eine Weiterentwicklung der C.IV mit stärkerem wassergekühltem 6-Zylinder-Benz-Motor und Panzerung für Motor und Besatzung. Hinten im Cockpit waren im Boden zwei Maschinengewehre so angebracht, dass sie im Winkel von 45° nach vorne abwärts zeigten. Damit konnte das Flugzeug im Tiefflug feindliche Gräben und Infanterie unter Beschuss nehmen.
Indem kleine Querruder am Unterflügel angebracht wurden, entstand daraus die Variante J.Ia.
Ab 1918 wurde die J.II als Weiterentwicklung produziert. Diese erhielt überhängende Querruder und ausbalancierte Steuerflächen.
Insgesamt wurden von der J-Serie 409, davon ca. 300 J.I Exemplare gebaut.

## Technische Daten
| Kenngröße                   | Daten |
| --------------------------- | --- |
| Besatzung                   | 2 |
| Länge                       | 7,42 m |
| Spannweite                  | 13,46 m |
| Flügelfläche                | 33,20 m² |
| Höhe                        | 3,35 m |
| Leermasse                   | 1455 kg |
| Startmasse                  | 1740 kg |
| Kraft/Gewicht               | 0,171 kW/kg |
| Antrieb                     | ein Benz Bz. IV mit 200 PS (147 kW) |
| Höchstgeschwindigkeit       | 158 km/h |
| Steiggeschwindigkeit 1000 m | 4 min |
| Steiggeschwindigkeit 2000 m | 14 min |
| Steiggeschwindigkeit 3000 m | 30 min |
| Flugdauer                   | 4 h |
| Reichweite                  | 375 km |
| Dienstgipfelhöhe            | 4500 m |
| Panzerung                   | 390 kg Panzerplatte zum Schutz des Motors und der Besatzung                                                                                                 |
| Bewaffnung                  | ein 7,92-mm-Parabellum-Maschinengewehr für den Beobachter auf einem Ringgestell, zwei MG 08/15-Maschinengewehr im Cockpitboden im Winkel von 45° angebracht |